# Erosida lineola
Erosida lineola là một loài bọ cánh cứng trong họ Cerambycidae.